# The Walking Dead (sèrie de televisió)
The Walking Dead és una sèrie de televisió desenvolupada per Frank Darabont i basada en la sèrie de còmics homònima creada per Robert Kirkman i Tony Moore. El primer episodi, de seixanta minuts de duració, fou estrenat a la cadena AMC el 31 d'octubre de 2010.

## Argument
Rick Grimes és un sheriff adjunt víctima d'un accident durant una lluita contra incendis amb proscrits: disparat a l'esquena, entra en coma, deixant la seva dona Lori i el seu fill Carl en llàgrimes. El despertar, poc després, és traumàtic: l’hospital està destruït i ple de cadàvers. Rick no trigarà a entendre la situació: el "virus", que semblava estar controlat abans del seu accident, s'ha apoderat. Els morts desperten i ataquen els vius, la presència dels quals és cada vegada menor. El subheriff utilitzarà totes les seves habilitats de supervivència i armament per sobreviure i sortir de la ciutat, trobant més supervivents refugiats al bosc; entre ells, troba la família i el seu millor amic Shane. Contínuament obligats a moure’s, aviat s’adonaran que els primers i veritables enemics no són els morts que caminen, sinó que són precisament éssers humans, conduïts únicament per l’instint de supervivència.

## Episodis
| Temporada | Temporada          | Episodis | Emissió a EUA        | Emissió a EUA          |
| Temporada | Temporada          | Episodis | Estrena              | Final                  |
| --------- | ------------------ | -------- | -------------------- | ---------------------- |
|           | Primera temporada  | 6        | 31 d'octubre de 2010 | 5 de desembre de 2010  |
|           | Segona temporada   | 13       | 16 d'octubre de 2011 | 18 de març de 2012     |
|           | Tercera temporada  | 16       | 14 d'octubre de 2012 | 31 de març de 2013     |
|           | Quarta temporada   | 16       | 13 d'octubre de 2013 | 30 de març de 2014     |
|           | Cinquena temporada | 16       | 12 d'octubre de 2014 | 29 de març de 2015     |
|           | Sisena temporada   | 16       | 11 d'octubre de 2015 | 3 d'abril de 2016      |
|           | Setena temporada   | 16       | 23 d'octubre de 2016 | 2 d'abril de 2017      |
|           | Vuitena temporada  | 16       | 22 d'octubre de 2017 | 15 d'abril de 2018     |
|           | Novena temporada   | 16       | 7 d'octubre de 2018  | 31 de març de 2019     |
|           | Desena temporada   | 22       | 6 d'octubre de 2019  | 4 d'abril de 2021      |
|           | Onzena temporada   | 24       | 22 d'agost de 2021   | 20 de novembre de 2022 |

### Temporada 1 (2010)
Quan el diputat del sheriff Rick Grimes, del comtat de King, Geòrgia, es desperta d'un coma, descobreix que el món ha estat envaït per zombis ("caminants"). Després de fer amistat amb Morgan Jones, Rick viatja sol a Atlanta abans de trobar la seva dona Lori, el fill Carl i el seu company de policia i millor amic Shane Walsh al bosc amb altres supervivents. Després de ser atacat pels caminants a la nit, tot el grup viatja de tornada a Atlanta fins a l'edifici dels Centres for Disease Control (CDC), però troba de l'únic científic que encara no existeix cap cura per a la pandèmia.

### Temporada 2 (2011-12)
El grup de Rick, a la recerca de la filla desapareguda de Carol, Sophia, es refugia en una granja dirigida per Hershel Greene. Les tensions amb la família d'Hershel empitjoren després de descobrir que té un graner ple de caminants: antics amics i familiars. Rick s'assabenta que Shane i Lori van estar involucrats romànticament mentre estava en coma, i que Lori està embarassada. L'amistat de Shane i Rick es deteriora, fins que Rick es veu obligat a matar a Shane en defensa pròpia. La commoció atrau els caminants a la granja, obligant el grup de Rick i la família de Hershel a evacuar.

### Temporada 3 (2012-13)
Vuit mesos després de fugir de la granja, el grup de Rick, sense Andrea, però amb la família de Hershel, troba una presó remota, que fan de la seva nova casa després de netejar-la de caminants. La Lori es mor per culpa d'una cesària d'emergència i Rick comença a estar desconcertat i al·lucinat. L'Andrea va ser rescatada per Michonne i els dos van descobrir Woodbury, una ciutat fortificada dirigida per un home enganyós conegut com "El governador" que busca destruir el grup a la presó. El grup de Rick llança una incursió que destrueix Woodbury, però el governador mata Andrea i escapa. La resta de ciutadans de Woodbury es traslladen a la presó.

### Temporada 4 (2013-14)
Diversos mesos després de l'atac del governador, una grip mortal mata moltes de les persones de la presó. El governador troba a Martinez, el seu antic mà dret i el mata, fent-se càrrec del seu grup abans de conduir-los a la presó. El grup de Rick es veu obligat a separar-se i fugir, mentre que Hershel i el governador són assassinats. Els supervivents, dividits, s’enfronten als no-morts i fan nous coneixements. Tots ells troben nombrosos senyals que indiquen un refugi segur anomenat Terminus. Grup per grup, es reuneixen a Terminus, però el grup de Rick, sense Carol, és capturat per un propòsit desconegut.

### Temporada 5 (2014-15)
Els residents de Terminus s’han convertit en caníbals. Carol lidera un càrrec que allibera el grup de Rick. Alguns del grup són capturats per un grup de policies corruptes amb seu a Grady Memorial Hospital. Després que el grup migri a Virgínia, un estrany anomenat Aaron s’acosta, convidant-lo a unir-se a la comunitat fortificada d’Alexandria, dirigida per Deanna Monroe. Ràpidament s’adonen que els residents estan mal preparats per fer el que cal per sobreviure. Rick se sent atret per Jessie Anderson i descobreix que té un marit abusiu. Deanna fa senyal a Rick perquè executi l'home després que ell mata al seu marit mentre Morgan arriba inesperadament.

### Temporada 6 (2015-16)
Els residents d'Alexandria confien en el grup de Rick per protegir la ciutat. Un grup conegut com els Llops utilitza una horda de zombis per atacar Alexandria i Deanna i tota la família Anderson (entre d'altres) són assassinats. Mentre es recupera, Alexandria s’assabenta d’una comunitat anomenada Hilltop. Un home anomenat Jesús els convida a canviar subministraments amb Hilltop si poden ajudar a acabar amb l'amenaça dels salvadors extorsionadors dirigits per un home anomenat Negan. Tot i que el grup de Rick decima un lloc avançat de Salvador, més tard són atrapats per Negan i obligats a sotmetre’s a ell.

### Temporada 7 (2016-17)
Negan assassina brutalment a Glenn i Abraham, iniciant el seu govern sobre Alexandria. Les seves accions inicialment porten a Rick a presentar-se, però Michonne el persuadeix per lluitar. Es troben amb una comunitat anomenada Scavengers i els demanen ajuda. Carol i Morgan fan amistat amb el rei Eziekel, el líder del Regne, mentre que Maggie i Sasha es reuneixen al turó. Rosita i Eugene fan una bala per matar Negan. Quan la bala és bloquejada per Lucille, el bat de beisbol de Negan, Negan recluta amb força a Eugene com a Salvador. Els Saviors i els escombriaires escombraries ataquen Alexandria, però són rebutjats pel sacrifici de Sasha i l'ajut de soldats del Regne i del Cim.

### Temporada 8 (2017-18)
Rick, Maggie i Ezekiel reuneixen les seves comunitats en guerra contra Negan i els Salvador. Les pèrdues són greus per ambdues parts i molts dels soldats del Regne són assassinats. Alexandria cau en un atac de Salvador, i Carl és mossegat per un caminant. Abans d’eutanitzar-se, Carl convenç a Rick perquè posi fi a la guerra i reiniciï la societat de nou. Negan intenta acabar amb Rick i els seus aliats en una batalla final, però Eugene descarta el seu pla sabotant les bales dels Salvador. Rick fa ferides a Negan. En contra dels desitjos de Maggie, Negan és salvat i empresonat, posant fi a la guerra.

### Temporada 9 (2018-19)
Divuit mesos després de la caiguda de Negan, Rick proposa construir un pont per facilitar el comerç, però això comporta més ressentiment. Aparentment, Rick és assassinat quan destrueix el pont per evitar una invasió de caminants. Sis anys més tard, la seva absència desencadena el discurs entre les comunitats i una nova amenaça que controla els caminants, anomenada Whisperers, exigeix que els supervivents no violin el seu territori. El seu líder, Alpha, ha adquirit una gran horda de caminants que desencadenarà si ho fan. Després que la seva filla Lydia abandoni el grup de la seva mare pel Regne, Alpha la renega i massacra a molts residents durant una fira.

### Temporada 10 (2019-21)
Alpha comença a trencar les comunitats amb atacs de caminants aparentment aleatoris i actes de sabotatge. Sota les ordres de Carol, Negan s’infiltra als Xiuxiueigs i assassina Alpha. La seva mà dreta Beta pren el comandament dels Xiuxiueigs, però ell i l’horda són derrotats pels supervivents. Eugene condueix un grup a Virgínia de l'Oest per conèixer un nou grup de supervivents. Mentrestant, Michonne viatja al nord a buscar Rick després de trobar proves que va sobreviure a la seva aparent mort.

### Temporada 11 (2021-22)
El grup d'Eugene convenç a la Commonwealth, una comunitat gran i pròspera amb un estricte sistema de classes, de prestar ajuda i refugi a la Coalició. No obstant això, la governadora autocràtica Pamela Milton es torna hostil cap a la Coalició després que la seva corrupció sigui exposada i el seu fill Sebastian és assassinat. La Coalició lidera una revolució contra Pamela quan intenta sacrificar les classes baixes a una horda que conté variants més intel·ligents de caminants; com a conseqüència, Rosita mor d'una mossegada, Negan és acceptat per Maggie com a aliat i Ezekiel pren el relleu com a governador. Després de reconstruir la Coalició, Daryl marxa a buscar en Rick i en Michonne.

## Repartiment

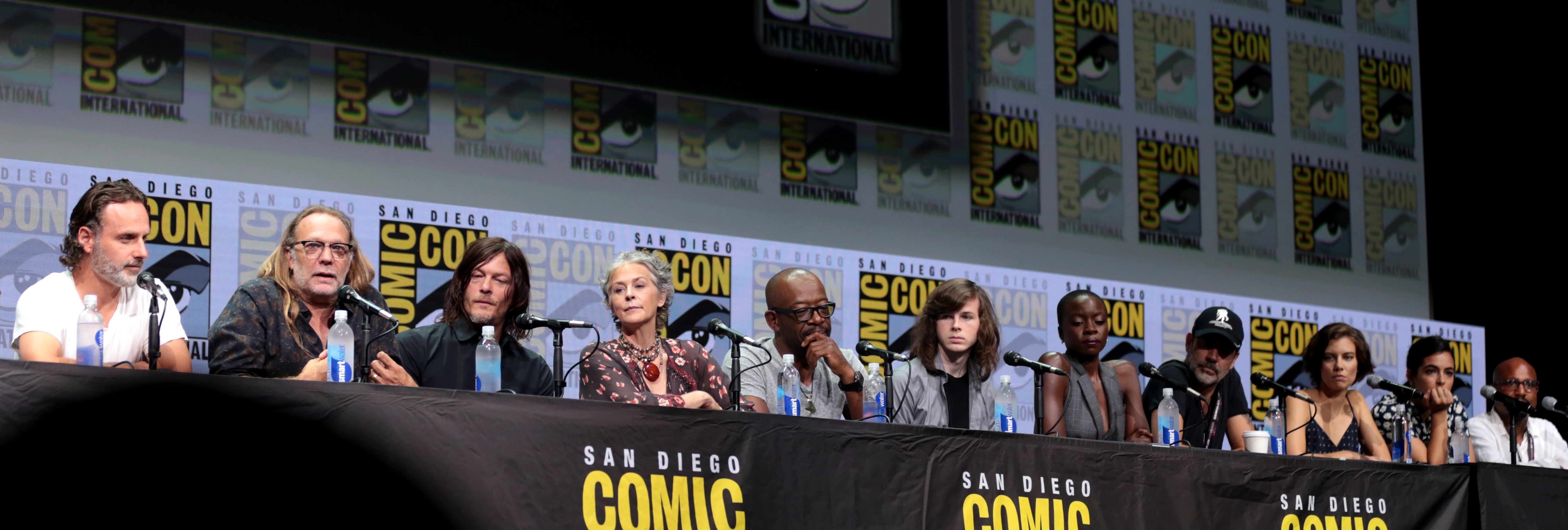
D'esquerra a dreta: Andrew Lincoln (Rick), Greg Nicotero (director/productor executiu), Norman Reedus (Daryl), Melissa McBride (Carol), Lennie James (Morgan), Chandler Riggs (Carl), Danai Gurira (Michonne), Jeffrey Dean Morgan (Negan), Lauren Cohan (Maggie), Alanna Masterson (Tara), i Seth Gilliam (Gabriel) al San Diego Comic-Con del 2017

- Rick Grimes (temporades 1-9; convidat: temporada 11), interpretat per Andrew Lincoln.
- Shane Walsh (temporades 1-2; convidat: temporades 3, 9), interpretat per Jon Bernthal.
- Lori Grimes (temporades 1-3), interpretada per Sarah Wayne Callies
- Andrea (temporades 1-3), interpretada per Laurie Holden.
- Dale Horvath (temporades 1-2), interpretat per Jeffrey DeMunn.
- Glenn Rhee (temporades 1-7), interpretat per Steven Yeun.
- Carl Grimes (temporades 1-8), interpretat per Chandler Riggs.
- Daryl Dixon (recurrent: temporada 1; regular: temporades 2-11), interpretat per Norman Reedus.
- Carol Peletier (recurrent: temporada 1; regular: temporades 2-11), interpretada per Melissa McBride.
- Merle Dixon (reccurent: temporada 1; convidat: temporada 2; regular: temporada 3), interpretat per Michael Rooker.
- Morgan Jones (convidat: temporades 1, 3; recurrent: temporada 5; regular: temporades 6-8), interpretat per Lennie James.
- Hershel Greene (reccurent: temporada 2; regular: temporades 3-4; convidat: temporada 9), interpretat per Scott Wilson.
- Maggie Greene (reccurent: temporada 2; regular: temporades 3-11), interpretada per Lauren Cohan.
- Beth Greene (reccurent: temporades 2-3; regular: temporades 4-5), interpretada per Emily Kinney.
- Michonne (convidat: temporada 2; regular: temporades 3-10; convidat: temporada 11),[2] interpretada per Danai Gurira.
- Philip Blake / El Governador (temporades 3-4; convidat: temporada 5), interpretat per David Morrissey.
- Judith Grimes (reccurent: temporades 3-9; regular: temporades 10-11), interpretada per Cailey Fleming.[3]
- Tyreese Williams (reccurent: temporada 3; regular: temporades 4-5), interpretat per Chad Coleman.
- Sasha Williams (reccurent: temporada 3; regular: temporades 4-7; convidat: temporada 9), interpretada per Sonequa Martin-Green.
- Bob Stookey (temporades 4-5), interpretat per Lawrence Gilliard Jr.
- Tara Chambler (reccurent: temporada 4; regular: temporades 5-9), interpretada per Alanna Masterson.
- Abraham Ford (reccurent: temporades 4, 7; regular: temporades 5-6), interpretat per Michael Cudlitz.
- Eugene Porter (reccurent: temporada 4; regular: temporades 5-11), interpretat per Josh McDermitt.
- Rosita Espinosa (reccurent: temporada 4; regular: temporades 5-11), interpretada per Christian Serratos.
- Gabriel Stokes (temporades 5-11), interpretat per Seth Gilliam.
- Aaron (reccurent: temporada 5; regular: temporades 6-11), interpretat per Ross Marquand.
- Jessie Anderson (reccurent: temporada 5; regular: temporada 6), interpretada per Alexandra Breckenridge.
- Deanna Monroe (reccurent: temporada 5; regular: temporada 6), interpretada per Tovah Feldshuh.
- Spencer Monroe (reccurent: remporada 5; regular: temporades 6-7), interpretat per Austin Nichols.
- Enid (reccurent: temporades 5-7; regular: temporades 8-9), interpretada per Katelyn Nacon.
- Dwight (reccurent: temporada 6; regular: temporades 7-8), interpretat per Austin Amelio.
- Jesus / Paul Rovia (reccurent: temporada 6; regular: temporades 7-9), interpretat per Tom Payne.
- Gregory (convidat: temporades 6, 9; regular: temporades 7-8), interpretat per Xander Berkeley.
- Negan (convidat: temporada 6; regular: temporades 7-11), interpretat per Jeffrey Dean Morgan.
- Simon (convidat: temporada 6; reccurent: temporada 7; regular: temporada 8), interpretat per Steven Ogg.
- Ezekiel (reccurent: temporada 7; regular: temporades 8-11), interpretat per Khary Payton.
- Jerry (reccurent: temporades 7-9; regular: temporades 10-11), interpretat per Cooper Andrews.
- Anne / Jadis (reccurent: temporada 7; regular: temporades 8-9), interpretada per Pollyanna McIntosh.
- Siddiq (reccurent: temporada 8; regular: temporades 9-10), interpretat per Avi Nash.
- Alden (reccurent: temporada 8; regular: temporades 9-11), interpretat per Callan McAuliffe.
- Yumiko Okumura (reccurent: temporada 9; regular: temporades 10-11), interpretada per Eleanor Matsuura.
- Magna (reccurent: temporada 9; regular: temporades 10-11), interpretada per Nadia Hilker.
- Connie (reccurent: temporada 9; regular: temporades 10-11), interpretada per Lauren Ridloff.
- Alpha (temporades 9-10), interpretada per Samantha Morton.
- Lydia (reccurent: temporada 9; regular: temporades 10-11), interpretada per Cassady McClincy.
- Beta (reccurent: temporada 9; regular: temporada 10), interpretat per Ryan Hurst.
- Kelly (reccurent: tempoades 9-10; regular: temporada 11), interpretada per Angel Theory.
- Juanita "Princesa" Sánchez (reccurent: temporada 10; regular: temporada 11), interpretada per Paola Lázaro.
- Max "Stephanie" Mercer (convidat: temporada 10; regular: temporada 11), interpretada per Margot Bingham.
- Leah Shaw (convidat: temporada 10; regular: temporada 11), interpretada per Lynn Collins.
- Micheal Mercer (temporada 11), interpretat per Michael James Shaw.
- Lance Hornsby (temporada 11), interpretat per Josh Hamilton.
- Pamela Milton (temporada 11), interpretada per Laila Robins.

## Producció

### Desenvolupament

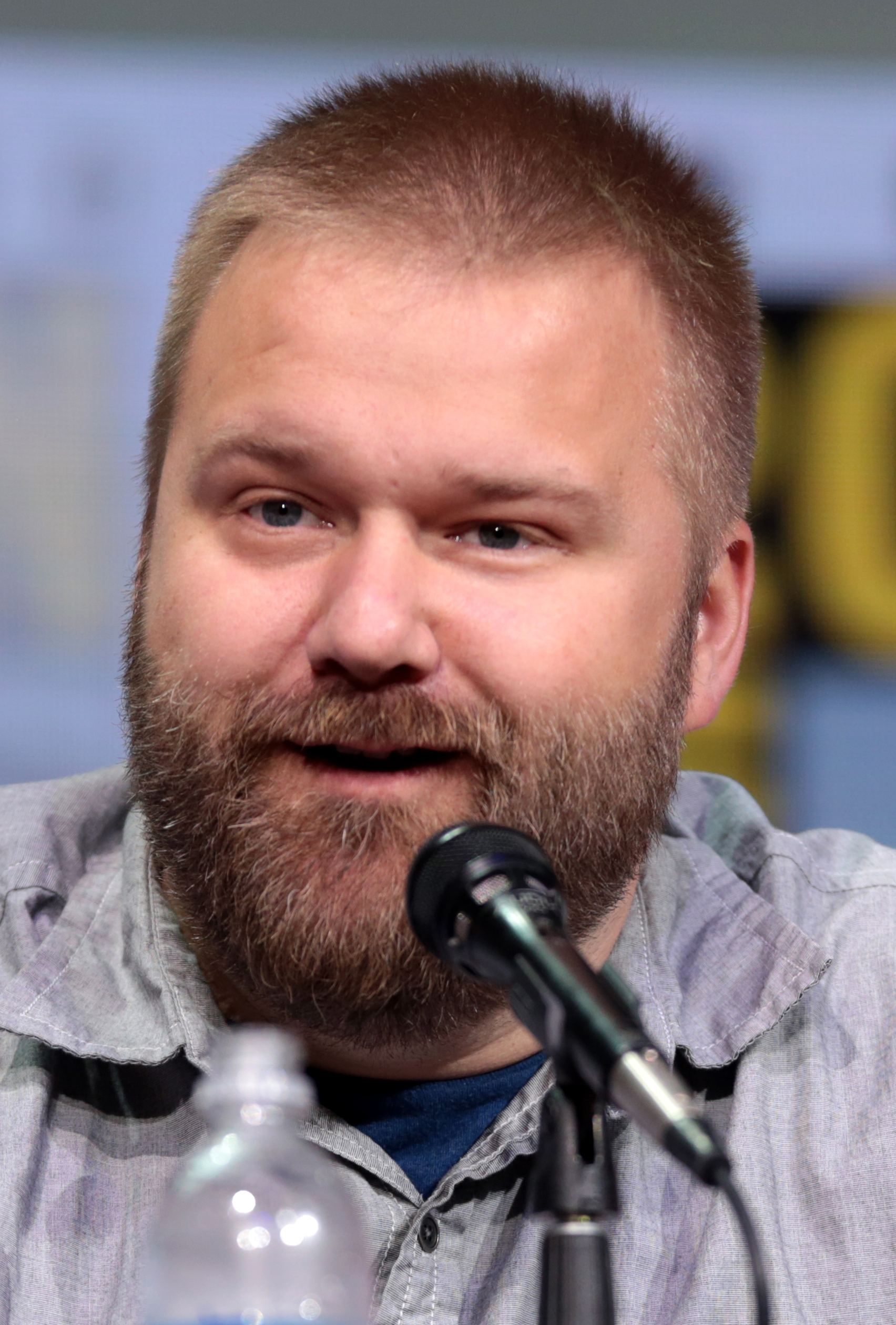
El creador de "The Walking Dead" Robert Kirkman és també productor executiu i escriptor de la sèrie de televisió.

El 20 de gener de 2010, AMC va anunciar oficialment que havia ordenat un pilot per a una possible sèrie adaptada de la sèrie de còmics The Walking Dead, amb Frank Darabont i Gale Anne Hurd com a productors executius i Darabont escrivint i dirigint. Es va preordenar tota la sèrie basant-se només en la força del material d'origen, els guions de televisió i la participació de Darabont. Al gener de 2010, una revisió del guió de l'episodi pilot va cridar l'atenció. El pilot va començar a rodar a Atlanta, Geòrgia, el 15 de maig de 2010 després que AMC havia ordenat oficialment una primera temporada de sis episodis. La resta de capítols de la sèrie van començar a rodar-se el 2 de juny de 2010 amb Darabont com a showrunner. El 31 d'agost de 2010, Darabont va informar que The Walking Dead havia estat recollit per una segona temporada, i la producció començaria el febrer de 2011. El 8 de novembre de 2010, AMC va confirmar que hi hauria una segona temporada que constaria de 13 episodis. També li agradaria incloure alguns dels "elements ambientals" que tenen lloc durant el volum 2 del llibre de Kirkman.

### Equip tècnic
El primer equip de redacció de la temporada estava format pel desenvolupador de la sèrie i productor executiu Frank Darabont (que va escriure / coescriure quatre dels sis episodis), el productor executiu Charles H. Eglee, el productor executiu i creador del còmic Robert Kirkman, co-productor executiu Jack LoGiudice, el productor consultor Adam Fierro i Glen Mazzara, que van contribuir a un episodi cadascun. Juntament amb Darabont, que va dirigir l'episodi pilot, els cinc restants van ser dirigits per Michelle MacLaren, Gwyneth Horder-Payton, Johan Renck, Ernest Dickerson i Guy Ferland, respectivament.
L'1 de desembre de 2010, Deadline Hollywood va informar que Darabont havia acomiadat el seu personal de redacció, inclòs el productor executiu Charles "Chic" Eglee, i planejava utilitzar escriptors independents per a la segona temporada. Kirkman va qualificar l'anunci de "prematur" i va aclarir que Eglee va marxar per seguir altres projectes quan Darabont va decidir continuar com a showrunner i que no s'havia plantejat cap pla definitiu pel que fa al personal de redacció per a la segona temporada.
El 3 de desembre de 2010, en una entrevista amb Entertainment Weekly, la productora executiva Gale Anne Hurd va comentar: "És completament imprecís. [A] la sala d'escriptors, hi ha persones que han creat altres projectes que seran la seva primera prioritat si la pròpia sèrie es recull com a pilot o si és una sèrie. Crec que [Eglee] acaba de decidir que vol dirigir el seu propi programa". Va revelar que seria probable que la sèrie tornés a l'octubre de 2011, ja que Darabont i Kirkman tenien previst traçar la propera temporada a principis de 2011. També va confirmar que "tots els actors principals estan inscrits per diverses temporades". El juliol de 2011, el desenvolupador i showrunner de la sèrie Frank Darabont va ser acomiadat de la seva posició com a showrunner de la sèrie, per pràctiques comercials poc ètiques de les empreses més altes d'AMC (vegeu Causes a continuació).
El productor executiu Glen Mazzara va ser nomenat nou showrunner en lloc de Darabont. La segona temporada es van unir nous escriptors al personal de redacció, inclosos el co-productor executiu Evan Reilly, el productor Scott M. Gimple, l'editora de contes Angela Kang i David Leslie Johnson. Els nous escriptors de la tercera temporada van incloure els productors Nichole Beattie i Sang Kyu Kim, amb Frank Renzulli que va contribuir amb un guió independent.
Després de la conclusió de la tercera temporada, Glen Mazzara va abandonar la seva posició com a showrunner i productor executiu de la sèrie, per acord mutu entre Mazzara i AMC. El comunicat de premsa deia: "Ambdues parts reconeixen que hi ha una diferència d'opinions sobre cap a on hauria d'anar el programa i conclouen que és millor separar-se". Scott M. Gimple va succeir a Mazzara com a showrunner del quart temporada, amb nous escriptors que s'incorporen al personal de redacció, com Curtis Gwinn, Channing Powell i Matt Negrete. Al gener de 2018, es va anunciar que Gimple ascendiria a la nova posició de director de contingut de tota la franquícia Walking Dead i que Angela Kang el substituiria com a showrunner a partir de la novena temporada.

### Guió
Les sèries de televisió solen seguir les sèries còmiques de Kirkman a través de personatges i trames principals; per exemple, els esdeveniments de l'episodi de l'estrena de la setena temporada es correlacionen amb els esdeveniments del número 100 dels còmics. La sèrie no intenta anar pas a pas amb els còmics i té un marge de maniobra en la narrativa. En particular, els escriptors de la sèrie, juntament amb Kirkman, solen "transferir" com un personatge ha mort als còmics a un personatge diferent de la sèrie. Per exemple, a la quarta temporada, on Hershel Greene és decapitat pel governador en un enfrontament amb el grup de Rick a la presó; al còmic, Tyreese és qui pateix aquest destí. Alguns dels personatges de la televisió, com Carol, han sobreviscut amb escreix als seus homòlegs còmics, mentre que altres que ja han estat assassinats, com Sophia i Andrea, van romandre vius durant un temps a la sèrie de còmics en curs. A més, els guionistes han inclòs personatges totalment nous de la sèrie, com ara Daryl Dixon, que la productora Gale Anne Hurd diu que ajuda a crear una nova dinàmica per a la sèrie i manté el públic endevinat d’allò que ja s’havia establert a la sèrie de còmics.

### Casting
The Walking Dead ha comptat amb un gran repartiment rotatiu. En la majoria dels casos, a causa de la naturalesa de l'espectacle, la sortida dels actors de l'espectacle ve determinada per l'escriptura, amb els personatges matats o anul·lats de l'espectacle segons sigui necessari per desenvolupar la història. Generalment, als membres del repartiment se’ls informa amb antelació si han estat anul·lats del programa, però d’altra banda es mantenen al secret. Per exemple, Steven Yeun, que va interpretar a Glenn Rhee des que es va estrenar el pilot durant la setena temporada, va saber la mort del seu personatge durant un any, però va haver de callar, mentre es va dir a Chandler Riggs, que va interpretar a Carl Grimes durant la vuitena temporada de la marxa del seu personatge durant el rodatge en les setmanes anteriors als seus últims episodis.
Alguns actors han abandonat l'espectacle sota els seus propis termes a causa d'altres compromisos o canvis, amb els escrits que adopten la trama al voltant d'aquests canvis:
- Andrew Lincoln va interpretar al protagonista de la sèrie Rick Grimes des del pilot. Lincoln va anunciar el seu pla d'abandonar el programa al començament de la novena temporada, trobant que haver de passar mig any als Estats Units pel rodatge el deixava perdre la seva família al Regne Unit.[29] Lincoln va completar cinc episodis en la temporada per tancar la història de Rick dins de la sèrie, que continuarà en tres pel·lícules.[30]
- Lauren Cohan va interpretar a Maggie Greene des de la segona temporada. Quan van començar les negociacions contractuals per a la novena temporada, Cohan havia tingut l'oportunitat de protagonitzar Whisky Cavalier, limitant el temps que podia dedicar al programa. Cohan va aparèixer com Maggie durant els primers cinc episodis de la temporada.[31][32] A l'octubre de 2019, es va confirmar que Cohan tornaria com a sèrie regular per a l'onzena temporada.[33]
- Danai Gurira va interpretar a Michonne des de la tercera temporada i va anunciar que deixaria el programa després de la desena temporada, participant en un grapat d'episodis equilibrats contra els seus altres compromisos d'actuació.[34][35]
- Tant Lennie James (com Morgan Jones) com Austin Amelio (com Dwight) van ser transferits de la sèrie principal després de la vuitena temporada a la sèrie derivada Fear the Walking Dead. James es va unir al repartiment de Fear the Walking Dead a la quarta temporada i Amelio es va unir al repartiment a la cinquena temporada.[36][37]

Els salaris del repartiment dels principals actors han crescut significativament al llarg del programa, fins a la setena temporada. En general, els salaris havien estat més baixos en comparació amb altres drames similars, inclosos els propis Mad Men d'AMC, però això es va justificar a causa de la volatilitat de qualsevol personatge potencialment anul·lat del programa. Norman Reedus i Melissa McBride, interpretant a Daryl Dixon i Carol Peletier respectivament, havien guanyat al voltant de 9.500 dòlars EUA per episodi durant la primera temporada i, a la setena temporada, havien aconseguit fins a 80.000 dòlars EUA per episodi. El mateix Lincoln només guanyava 90.000 dòlars EUA per episodi a la setena temporada. A la temporada nou, amb la sortida de Lincoln, Reedus havia aconseguit repetidament una paga de 350.000 dòlars EUA per episodi més incentius addicionals, cosa que li va permetre guanyar entre 50 i 90 milions de dòlars americans en tres temporades. De la mateixa manera, McBride havia aconseguit un contracte ampliat en la temporada 9 per valor de 20 milions de dòlars EUA durant tres temporades. Tots dos tenien la intenció d'assegurar la parella com a figures centrals del programa en l'absència de Lincoln.

## Spin-off
El 2015, es va produir el primer sèrie derivada de la sèrie mare, Fear the Walking Dead, i es va emetre del 23 d'agost del 2015 al 2023, i va concloure amb la vuitena temporada.
El segon sèrie derivada que es va produir va ser The Walking Dead: World Beyond, que consta de dues temporades, emès a Prime Video entre el 4 d'octubre de 2020 i el 5 de desembre de 2021.
El 14 d'agost de 2022, el tercer sèrie derivada va debutar a AMC, Tales of the Walking Dead, que serà seguit per una sèrie d'antologia més encarregada per l'estació de televisió l'abril de 2023: More Tales from the Walking Dead Universe.
Després de la conclusió de la sèrie mare, s'anuncia el quart sèrie derivada, que pren el nom de The Walking Dead: Dead City: ambientat a Manhattan, veu els personatges de Maggie Greene i Negan. La primera temporada es va emetre del 18 de juny al 23 de juliol de 2023, i el projecte es va renovar per a una segona temporada el 21 de juliol de 2023.
El cinquè sèrie derivada que s'estrenarà és The Walking Dead: Daryl Dixon, ambientat a França, veurà el personatge de Norman Reedus com a únic protagonista; el llançament està programat per al 10 de setembre de 2023 i s'ha renovat per a una segona temporada.
Entre el 2018 i el 2019, després de l'abandonament de la sèrie per part d'Andrew Lincoln, es va anunciar la producció d'una trilogia de pel·lícules sobre alguns esdeveniments sobre el personatge de Rick Grimes. A continuació, el projecte es converteix en una sèrie de televisió en la qual també intervenen Michonne que pren el nom de The Walking Dead: The Ones Who Live que s'estrenarà el 2024; el primer teaser es va publicar el 21 de juliol de 2023, juntament amb el títol oficial, a la Comic-Con de San Diego.